# Onthophagus macroliberianus
Onthophagus macroliberianus là một loài bọ cánh cứng trong họ Bọ hung (Scarabaeidae).